# Terre François-Joseph
Archipel François-Joseph
La terre François-Joseph ou archipel François-Joseph (en russe : Земля Франца-Иосифа, Zemlia Frantsa-Iossifa, Zemlâ Franca-Iosifa en ISO 9) est un ensemble d'îles de l'Extrême-Nord de la Russie situé au nord de la Nouvelle-Zemble et à l'est du Svalbard. L'archipel est situé en mer de Barents, les côtes septentrionales bordant l'océan Arctique (depuis le cap Mary Harmsworth jusqu'au cap Kohlsaat, ces deux caps étant séparés de 367 km). Consistant en 191 îles recouvertes de glaces totalisant 16 134 km2, l'archipel est inhabité.
Compris entre les latitude 80° et 82° nord, l'archipel est le groupe d'îles le plus septentrional qui soit associé avec l'Eurasie. Le point le plus au nord est le cap Fligely sur l'île Prince Rudolf. L'archipel n'est distant du pôle Nord que de 909 km ; les seules terres plus septentrionales au monde sont le nord du Groenland et l'île d'Ellesmere.
La terre François-Joseph a peut-être été découverte par les navigateurs norvégiens Nils Fredrik Rønnbeck et Johan Petter Aidijärvi en 1865, qui, selon de rares comptes-rendus, naviguaient vers l'est à partir du Svalbard jusqu'à atteindre une nouvelle terre. On ignore s'ils ont débarqué et l'archipel est alors oublié. En 1873, l'expédition austro-hongroise au pôle Nord conduite par les explorateurs Julius von Payer et Karl Weyprecht redécouvre l'archipel. Ils le nomment en l'honneur de François-Joseph Ier, empereur d'Autriche-Hongrie. L'expédition étant privée et non officielle, les îles ne sont pas revendiquées par l'Autriche.
En 1926, l'archipel est annexé par l'Union soviétique et quelques personnes s'y installent à des fins de recherche et militaires. L'accès n'y est possible que quelques semaines par an en été, et un permis spécial est exigé pour visiter les îles.

## Géographie

### Généralités

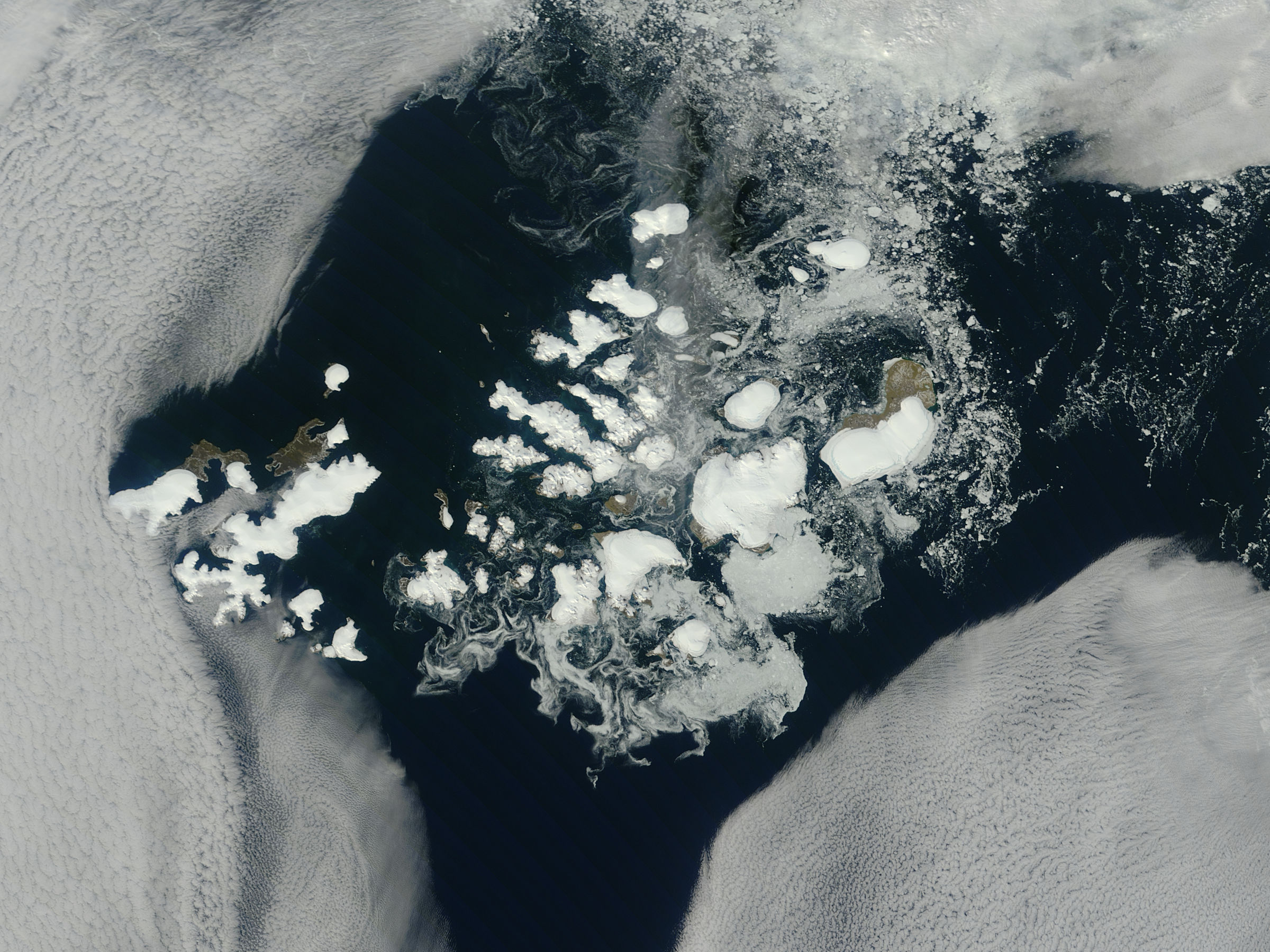
Vue satellite de l'archipel François-Joseph en août 2011.

La terre François-Joseph se situe dans la mer de Barents, ce qui la rattache à l'Europe. L'archipel est en effet légèrement plus à l'ouest que l'extrémité  nord de l'Oural. Elle fait partie d'une suite de trois archipels faisant partie de la plate-forme eurasiatique, les deux autres étant : le Svalbard, distant de 330 km à l'ouest, et la terre du Nord distante de 480 km à l'est. La Nouvelle-Zemble se trouve à 372 km au sud. Le pôle Nord est distant de 909 km de l'extrémité septentrionale de l'archipel. Administrativement, l'archipel fait partie de l'oblast d'Arkhangelsk, bien qu'aucune population permanente n'y réside.
L'archipel est volcanique, constitué de basaltes du Tertiaire et du Jurassique, et bien qu'il soit essentiellement recouvert de glace, certains affleurements sont couverts de mousses. Le nord-est est bloqué par la banquise la plupart de l'année ; toutefois, la glace se retire parfois au nord en septembre. Le point le plus septentrional de l'archipel – et de l'intégralité de l'Eurasie, est le cap Fligely sur l'île Prince Rudolf, qui atteint 81° 52' N. La plus grande île est la terre George, mesurant 2 821 km2 et 110 km de long. Le point culminant de l'archipel est situé sur l'île Wiener Neustadt et atteint 620 m au-dessus du niveau de la mer.

### Îles
L'archipel compte 191 îles, la plus grande étant la Terre George (2 821 km2).
Le centre de l'archipel regroupe une dizaine d'îles de taille conséquente, nommées collectivement Terre de Zichy. Ces îles sont séparées les unes des autres par des chenaux étroits recouverts de glace la plupart du temps. La terre Blanche (initialement nommée « Hvidtenland » en norvégien) est un groupe de trois îles dans le nord-est de l'archipel. Le point situé le plus au nord de l'archipel est le cap Fligely, situé sur l'île Prince Rudolf.
Très peu des îles de la terre François-Joseph portent un nom russe. La plupart portent des noms allemands, britanniques, américains, italiens et, dans un cas, norvégien :
- la plupart des îles sont nommées en 1874 par l'expédition Weyprecht et Payer, qui utilisent les noms de dynasties aristocratiques austro-hongroises, ainsi que ceux des nobles ayant financé leur voyage. Curieusement, à la différence du reste de la Russie, les noms aristocratiques de l'archipel sont préservés à l'époque soviétique ;
- le nom norvégien « Hvidtenland » (« terre Blanche ») est créé en 1893 par l'expédition de Fridtjof Nansen. Il apparait par la suite qu'il s'agit d'un groupe de trois îles ;
- en 1895, l'expédition de Frederick G. Jackson nomme certaines îles d'après des explorateurs arctiques britanniques et des personnalités de la Royal Geographical Society, soutien de l'expédition ;
- en 1901, l'expédition polaire Baldwin-Ziegler donne à certaines îles les noms d'explorateurs et scientifiques américains, renommant parfois des îles déjà nommées comme l'île La Roncière, renommée « île Whitney » ;
- finalement, quelques îles sont nommées en 1905 par l'expédition polaire italienne conduite par Louis-Amédée de Savoie.

### Climat

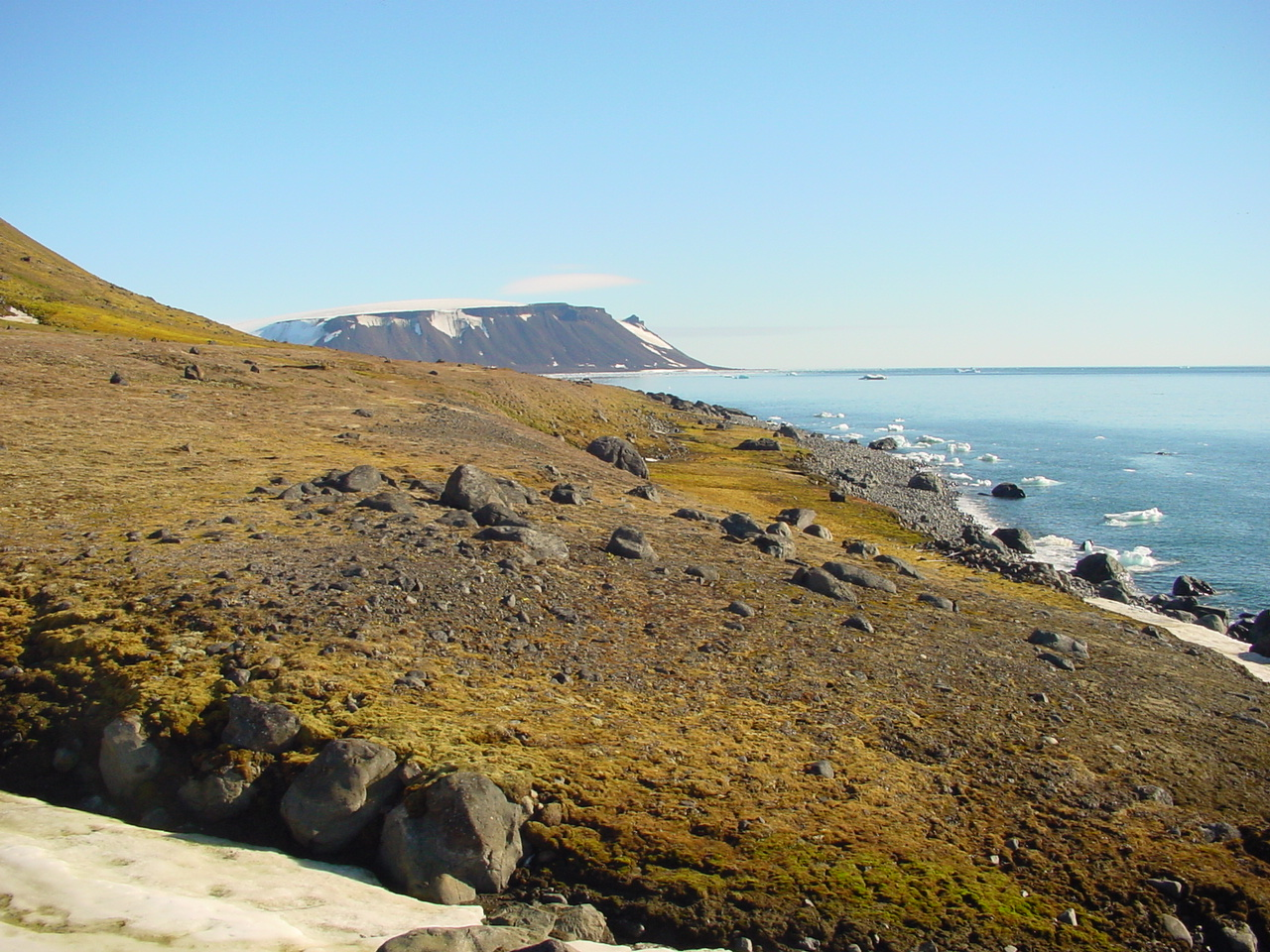
Côte de l'île Northbrook.

En janvier, la température moyenne oscille entre −26,2 °C et −19,2 °C. En juillet, elle varie de −0,3 à 2,1 °C. La température moyenne annuelle est de −12,4 °C. La température maximale jamais mesurée atteint 10,3 °C, la température minimale −44,4 °C.
Les précipitations sont courantes tout au long de l'année, principalement pendant les saisons de transition à la fin du printemps et de l'automne. Le brouillard est très courant à la fin de l'été.
| Mois                                            | jan.  | fév.  | mars  | avril | mai   | juin  | jui.  | août | sep.  | oct.  | nov.  | déc.  | année   |
| ----------------------------------------------- | ----- | ----- | ----- | ----- | ----- | ----- | ----- | ---- | ----- | ----- | ----- | ----- | ------- |
| Température minimale moyenne (°C)               | −26   | −26,4 | −26,7 | −21,8 | −10,9 | −2,8  | −0,3  | −0,9 | −4,1  | −12,6 | −20   | −25,2 | −14,8   |
| Température moyenne (°C)                        | −22,7 | −23,1 | −23   | −18,8 | −8,8  | −1,7  | 0,7   | 0,1  | −2,7  | −10,3 | −17   | −22,1 | −12,4   |
| Température maximale moyenne (°C)               | −19,4 | −19,8 | −19,7 | −15,9 | −6,7  | 0     | 1,9   | 1,3  | −1,3  | −8,3  | −14   | −19   | −10,1   |
| Record de froid (°C)                            | −42,1 | −44,4 | −43,5 | −39,6 | −27,7 | −12,3 | −4,3  | −8,5 | −23,2 | −32,3 | −39,5 | −41,5 |         |
| Record de chaleur (°C)                          | 1,9   | 0     | 1,6   | 0,7   | 2,6   | 8     | 10,3  | 8,4  | 5,6   | 3,8   | 1,3   | 1,7   |         |
| Ensoleillement (h)                              | 0     | 0     | 70,6  | 250,9 | 230,3 | 189,5 | 162,9 | 96,6 | 34,4  | 5,8   | 0     | 0     | 1 040,9 |
| Précipitations (mm)                             | 30    | 28    | 19    | 16    | 12    | 10    | 17    | 21   | 25    | 21    | 21    | 18    | 238     |
| Nombre de jours avec précipitations             | 0     | 0     | 0     | 0,1   | 1     | 3     | 12    | 11   | 7     | 1     | 0,1   | 0     | 35      |
| dont nombre de jours avec précipitations ≥ 5 mm | 0     | 0     | 0     | 0     | 0     | 0     | 0     | 0    | 0     | 0     | 0     | 0     | 0       |
| Humidité relative (%)                           | 83    | 82    | 80    | 81    | 85    | 88    | 88    | 91   | 92    | 86    | 84    | 83    | 85      |
| Nombre de jours avec neige                      | 20    | 20    | 19    | 16    | 23    | 17    | 11    | 13   | 22    | 24    | 21    | 19    | 225     |

| Diagramme climatique                                  |              |              |              |             |         |           |           |            |             |          |            |
| J                                                     | F            | M            | A            | M           | J       | J         | A         | S          | O           | N        | D          |
| −19,4−2630                                            | −19,8−26,428 | −19,7−26,719 | −15,9−21,816 | −6,7−10,912 | 0−2,810 | 1,9−0,317 | 1,3−0,921 | −1,3−4,125 | −8,3−12,621 | −14−2021 | −19−25,218 |
| Moyennes : • Temp. maxi et mini °C • Précipitation mm |              |              |              |             |         |           |           |            |             |          |            |

## Faune et flore

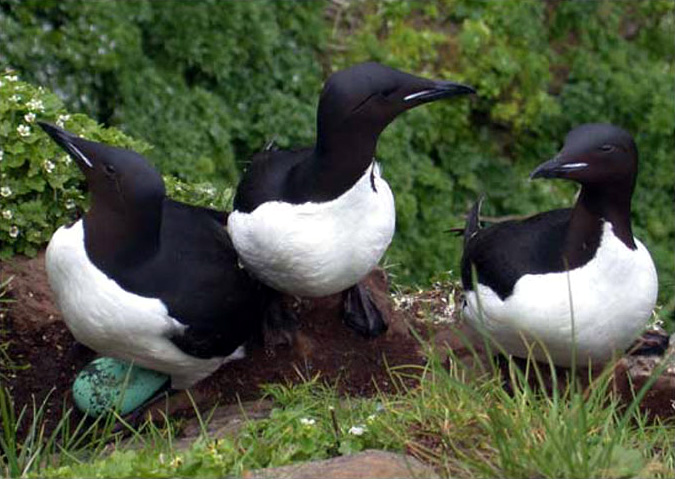
Guillemot de Brünnich.

L'écologie de la terre François-Joseph est influencée par son climat froid, mais la région possède néanmoins une diversité de biotes. La faune est principalement constituée de morses, renards polaires, ours blancs et phoques. Les témoignages de la fin du XIXe siècle font état de la présence d'ours polaires et de phoques. La population d'ours blancs de la région, comme c'est le cas dans d'autres sous-régions arctiques, est génétiquement distinctes des autres sous-populations d'ours blancs. Parmi les oiseaux, des mouettes, des fulmars et des goelands. Des bélugas sont souvent signalés dans les eaux de l'archipel. Des bois de rennes ont été trouvés sur l'île Hooker, suggérant que des hardes ont atteint l'île il y a 1 300 ans lorsque le climat était plus doux.
La végétation est limitée à 5 % de la superficie totale et consiste principalement en plusieurs espèces de mousses et de lichens. Pendant l'été, des fleurs arctiques éclosent, comme le pavot arctique, la saxifrage, et la renoncule. Bien que limitée, la végétation comprend 60 espèces de plantes à fleurs (dont 16 espèces d'herbes) et 50 espèces de mousses (dont des algues terrestres).

## Histoire

### Exploration
La terre François-Joseph est peut-être découverte par les navigateurs norvégiens Nils Fredrik Rønnbeck et Johan Petter Aidijärvi en 1865, qui, selon de rares comptes-rendus, naviguent vers l'est à partir du Svalbard jusqu'à atteindre une nouvelle terre. On ignore s'ils ont débarqué et l'archipel est alors oublié. La découverte de l'archipel par les Norvégiens est largement remise en cause aujourd'hui.
La première exploration reconnue de l'archipel est effectuée par l'expédition austro-hongroise au pôle Nord, conduite par les explorateurs Karl Weyprecht et Julius von Payer, tandis que leur navire est bloqué dans les glaces à la recherche du passage du Nord-Est. Après l'exploration des îles du sud, l'archipel est baptisé en l'honneur de l'empereur François-Joseph Ier. Les norvégiens Fridtjof Nansen et Hjalmar Johansen traversent les îles en 1895-96 après une tentative avortée d'atteindre le pôle. Par pur hasard, ils rencontrent l'explorateur britannique Frederick George Jackson sur l'île Northbrook en 1896.
En 1914, le navigateur russe Valerian Albanov et un homme d'équipage, Alexander Konrad, uniques survivants de l'expédition Broussilov, atteignent le cap Flora sur l'île Northbrook, où ils savent que Frederick George Jackson a laissé des provisions et bâti une hutte lors d'une expédition antérieure. Albanov et Konrad sont secourus par le navire de Gueorgui Sedov, le Saint Foka, alors qu'ils se préparent à passer l'hiver.

### Revendications
Avec l'introduction de navire à vapeur, un certain nombre d'expéditions phoquières sont entreprises dans l'archipel à partir de la dernière décennie du XIXe siècle, 80 % provenant de Norvège.
À la fin des années 1920, l'URSS et la Norvège revendiquent les îles. Les Norvégiens les appellent « Fridtjof Nansen Land ». L'Union soviétique revendique un secteur de la région arctique qui inclut l'archipel François-Joseph et l'île Victoria proche par un décret du 15 avril 1926. La décision est notifiée le 6 mai à la Norvège qui proteste officiellement le 19 décembre, contestant les revendications soviétiques.
Les années suivantes, les autorités norvégiennes poursuivent leurs efforts pour récupérer l'île Victoria et la terre François-Joseph. Le ministère des Affaires étrangères ne souhaite pas prendre des mesures pour émettre une revendication officielle, mais n'objecte pas aux initiatives privées. En 1929, le consul Lars Christensen de Sandefjord, un magnat baleinier dont les expéditions ont annexé les îles Bouvet et Pierre Ier en Antarctique, finance une expédition de deux navires, le S/S Torsnes et le M/C Hvalrossen. À son départ de Tromsø, l'équipage reçoit des instructions détaillées en vue d'ériger une station radio et de laisser une équipe d'hiver sur la terre François-Joseph et de revendiquer l'île Victoria pour le compte de Christensen. L'objectif est d'obtenir une base légale sur une partie de l'archipel avant les Soviétiques. L'expédition n'atteint pas l'archipel à cause des glaces ; tandis qu'elle attend des conditions meilleures, elle est dépassée par le brise-glace soviétique Gueorgui Sedov.
Le 29 juillet 1929, Otto Schmidt de l'expédition Sedov, à laquelle participe notamment la biologiste Nina Demme, lève le drapeau soviétique sur la baie Tikhaïa, sur l'île Hooker, et déclare que l'archipel François-Joseph fait partie de l'Union soviétique. La Norvège ne conteste pas cette annexion, mais continue ses efforts envers l'île Victoria. Le différend se termine en septembre 1932, quand les Soviétiques annexent l'île.

### Époque soviétique
En juillet 1932, le Graf Zeppelin voyage de Berlin à l'île Hooker, en passant par Leningrad. Il livre 300 kg de courrier commémoratif et rencontre le brise-glace Malyguine. Après avoir longé le 81e parallèle vers l'est jusqu'à la terre du Nord, il retourne à l'île Hooker et entreprend une reconnaissance aérienne de l'archipel, volant au nord jusqu'à l'île Prince Rudolf.
Pendant la guerre froide, les zones polaires deviennent une zone tampon entre les États-Unis et l'Union soviétique, et de nombreux lieux de l'Arctique deviennent des endroits stratégiques. Les îles sont déclarées zone de sécurité nationale depuis la fin des années 1930 jusqu'à la dislocation de l'URSS en 1991, et sont donc interdites aux étrangers. Un aérodrome est construit sur l'île Graham Bell afin de servir de base de transit pour les bombardiers russes, et les missions d'entrainement sont courantes entre l'archipel, le continent et la Nouvelle-Zemble.

### Place stratégique de l'Arctique
À la fin des années 2010, en lien avec le réchauffement climatique, les ressources pétrolières de l'Arctique confèrent à cette région un caractère stratégique. La Russie crée au nord de l'archipel la base militaire Trèfle arctique, sous la responsabilité de la Flotte du Nord, armée par 150 soldats ; elle comporte un aérodrome et un système de défense côtière Bastion.

## Environnement
En 1994, l'archipel est déclaré sanctuaire naturel. Il est intégré dans le parc national de l'Arctique russe à la création de ce dernier en 2009.
En 2013, l'archipel François-Joseph est souillé par plus de 100 000 t de polluants. Afin de nettoyer l'environnement, la Russie approuve un budget de 1,377 milliard de roubles pour 2013 et 2014.

## Indicatifs radio
Le préfixe UIT que la Russie utilise pour la zone possède des indicatifs débutant par « RI1F ».
Du fait de son isolement, l'archipel est considéré comme une entité DXCC distincte par les radioamateurs. Quelques DX-peditions ont visité l'endroit.

## Cartographie
La terre François-Joseph est représentée sur deux cartes topographiques soviétiques à l'échelle de 1/1 000 000 :
- no U-37,38,39,40 : Terre François-Joseph, pour la partie occidentale  ;
- no U-41,42,43,44 : Terre François-Joseph (Est), pour la partie orientale .